# Dick Chrysler

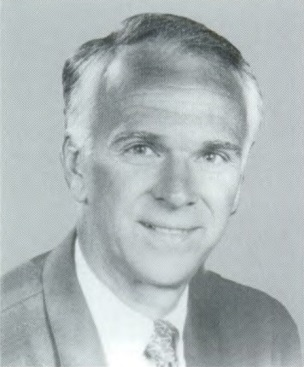
Dick Chrysler (1995)

Richard „Dick“ Chrysler (* 29. April 1942 in Saint Paul, Minnesota) ist ein US-amerikanischer Politiker. Zwischen 1995 und 1997 vertrat er den Bundesstaat Michigan im US-Repräsentantenhaus.

## Werdegang
Dick Chrysler besuchte die Brighton High School. Danach wurde er Vizepräsident der Firma Hurst Performance. Später gründete er eine eigene Firma mit dem Namen Cars and Concepts and RCI. Politisch wurde er Mitglied der Republikanischen Partei. Im Jahr 1986 trat er erfolglos bei den republikanischen Vorwahlen zur anstehenden Gouverneurswahl an. Im Jahr 1992 kandidierte er ebenso erfolglos gegen Milton Robert Carr für den Kongress.
Bei den Kongresswahlen des Jahres 1994 wurde Chrysler dann aber im achten Wahlbezirk von Michigan in das US-Repräsentantenhaus in Washington, D.C. gewählt, wo er am 3. Januar 1995 die Nachfolge von Carr antrat. Da er bei den Wahlen des Jahres 1996 der Demokratin Debbie Stabenow unterlag, konnte er bis zum 3. Januar 1997 nur eine Legislaturperiode im Kongress absolvieren. Dort setzte er sich erfolglos für eine Steuerreform ein.
Nach seinem Ausscheiden aus dem US-Repräsentantenhaus ist Dick Chrysler politisch bisher nicht mehr in Erscheinung getreten.